# カール・テオドール・ツー・テーリンク＝イェッテンバッハ
カール・テオドール・クレメンス・ツー・テーリンク＝イェッテンバッハ（Karl Theodor Klemens Graf zu Toerring-Jettenbach, 1900年9月22日 ヴィンヘリンク - 1967年5月14日 ミュンヘン）は、ドイツ・バイエルン州（旧バイエルン王国）の貴族、実業家。伯爵。
ハンス・ファイト・ツー・テーリンク＝イェッテンバッハ伯爵とその妻のバイエルン公女ゾフィーの間の長男として生まれ、1929年の父の死に伴いテーリンク伯爵家家長となった。1934年にギリシャ王女エリサヴェトと結婚した。1月9日にミュンヘンで民事婚が、翌1月10日にゼーフェルト城で宗教婚が行われた。伯爵夫妻はヴィンヘリンクのフラウエンビュール城を住まいとした。この結婚を通じて、ユーゴスラビアの摂政王子パヴレ、イギリスのケント公ジョージ王子と義兄弟となった。家族・親族の間では「トート（Toto）」の愛称で呼ばれていた。
1935年、ミュンヘンにおける一家の居宅をカロリーネ広場に面したテーリンク宮殿（Palais Toerring）からキュヴィリエ通り8の10番地の邸宅に移した。カロリーネ広場の旧邸宅は後に「褐色館」と呼ばれたナチ党本部会館の一部に編入された。
1939年7月、義兄のユーゴスラビア王子パヴレがドイツを訪問した。バルセロナ伯フアンの証言によると、パヴレは1939年7月2日、義弟テーリンクを伴い、カッセルのベルヴュー宮殿においてゲーリング調査局局長クリストフ・フォン・ヘッセンと会食している。親独的な姿勢を続けたパヴレは、1941年3月に日独伊三国同盟への加盟調印を行ったことが原因で失脚し、摂政の座を追われた。
1952年12月18日、ハンガリー人発明家エトムント・ウーヘルとともに音響機器メーカー・ウーヘルを設立した。
妻エリサヴェトとの間に1男1女をもうけた。
- ハンス・ファイト・カスパー・ニコラウス（1935年 - ） - 1964年、ホーエンローエ＝バルテンシュタイン侯女ヘンリエッテ[3]と結婚
- ヘレーネ・マリーナ・エリーザベト（1937年 - ） - 1956年、オーストリア大公フェルディナント[4]と結婚